# Казки простору і часу
«Казки простору і часу» (англ. Tales of Space and Time) — збірка романів англійського письменника Герберта Веллса. Написана між 1897 та 1898 роками. Видана у 1899 році.

## Зміст
- «Кришталеве яйце»(The Crystal Egg)
- «Зірка» (" The Star ")
- Історія кам'яного століття "(« A Story of the Stone Age») складається з:
  - «Ух-ломі і Уйа» («Ugh-Lomi and Uya»)
  - «Печерний ведмідь» («The Cave Bear»)
  - «Перший вершник» («The First Horseman»)
  - «Уйа Лев» («Uya the Lion»)
  - «Боротьба за місце лева» («The Fight in the Lion's Thicket»)
- "Історія майбутніх днів "(" A Story of the Days To Come ") складається з:
  - «Ліки для кохання» («The Cure for Love»)
  - «Вакантна Країна» («The Vacant Country»)
  - «Шляхи міст» («The Ways of the City»)
  - «Під» («Underneath»)
  - «Втручання Біндона» («Bindon Intervenes»)
- «Людина, яка могла творити чудеса»("The Man Who Could Work Miracles ")